# Buraro Detudamo
Buraro Robidok Bagewa Detudamo (ur. w 1931, zm. 5 czerwca 1994) – nauruański polityk.
Był jedynym synem Timothy'ego Detudamo. Podczas II wojny światowej, wraz z rodziną został deportowany na wyspy Chuuk (obecnie jest to część Mikronezji). 
Wchodził w skład Lokalnej Rady Samorządowej Nauru, Rady Legislacyjnej Nauru i Parlamentu Nauru, w 1992 był kandydatem opozycji na urząd prezydenta, przegrał z Bernardem Dowiyogo stosunkiem głosów 7-10. Pełnił funkcję ministra robót publicznych.
Jego szwagrem był Kennan Adeang.